# Malinowka (Kaliningrad, Selenogradsk)
Malinowka (russisch Малиновка, deutsch Wargenau) ist ein Ortsteil der Stadt Selenogradsk im Rajon Selenogradsk der russischen Oblast Kaliningrad.

## Geographische Lage
Malinowka liegt fünf Kilometer südwestlich der Kreisstadt Selenogradsk und 26 Kilometer nördlich der Oblasthauptstadt Kaliningrad (Königsberg) und ist über eine Stichstraße von Klinzowka (Wickiau) an der Regionalstraße 27A-013 (ex A192) zu erreichen. Der Ort ist Bahnstation an der Bahnstrecke Kaliningrad–Selenogradsk–Pionerski (Königsberg–Cranz–Neukuhren).

## Geschichte
Das bis 1946 Wargenau genannte damalige Gutsdorf wurde Mitte des 13. Jahrhunderts gegründet. Im Jahre 1874 wurde es Bestandteil des neu errichteten Amtsbezirks Michelau (heute russisch: Kamenka), der zum Landkreis Fischhausen im Regierungsbezirk Königsberg der preußischen Provinz Ostpreußen gehörte. Im Jahre 1910 zählte Wargenau 114 Einwohner.
Am 30. September 1928 gab der Gutsbezirk Wargenau seine Eigenständigkeit auf, als er sich mit den Landgemeinden Michelau (Kamenka) und Weischkitten (Sokolniki) und den Gutsbezirken Adlig Weischkitten sowie Maldaiten (Fjodorowo) zur neuen Gemeinde Michelau zusammenschloss, die von 1939 bis 1945 dem Landkreis Samland zugehörte.
Infolge des Zweiten Weltkrieges kam Wargenau innerhalb des nördlichen Ostpreußen zur Sowjetunion und erhielt zu einem unbekannten Zeitpunkt die russische Bezeichnung „Malinowka“. Spätestens seit 1975 gehörte der Ort zum Dorfsowjet Wischnjowski selski Sowet im Rajon Selenogradsk. Im Jahr 2002 wurde Malinowka in die Stadt Selenogradsk eingemeindet.

## Kirche
Wargenau mit seiner fast ausnahmslos evangelischen Bevölkerung war vor 1945 in das Kirchspiel Cranz-Sarkau (heute russisch: Selenogradsk-Lesnoi) eingepfarrt. Es lag im Kirchenkreis Königsberg-Land II innerhalb der Kirchenprovinz Ostpreußen der Kirche der Altpreußischen Union. Der kirchliche Bezug zu Selenogradsk besteht für Malinowka auch heute – zur dortigen in den 1990er Jahren neu entstandenen evangelisch-lutherischen Gemeinde, einer Filialgemeinde der Auferstehungskirche in Kaliningrad (Königsberg) innerhalb der Propstei Kaliningrad der Evangelisch-lutherischen Kirche Europäisches Russland (ELKER).

## Persönlichkeiten
- Margarete Köstlin-Räntsch (1880–1945), deutsche Ärztin, Mutter von Beate Uhse
- Beate Uhse (1919–2001), deutsche Pilotin und Unternehmerin